# 圣德米特里教堂

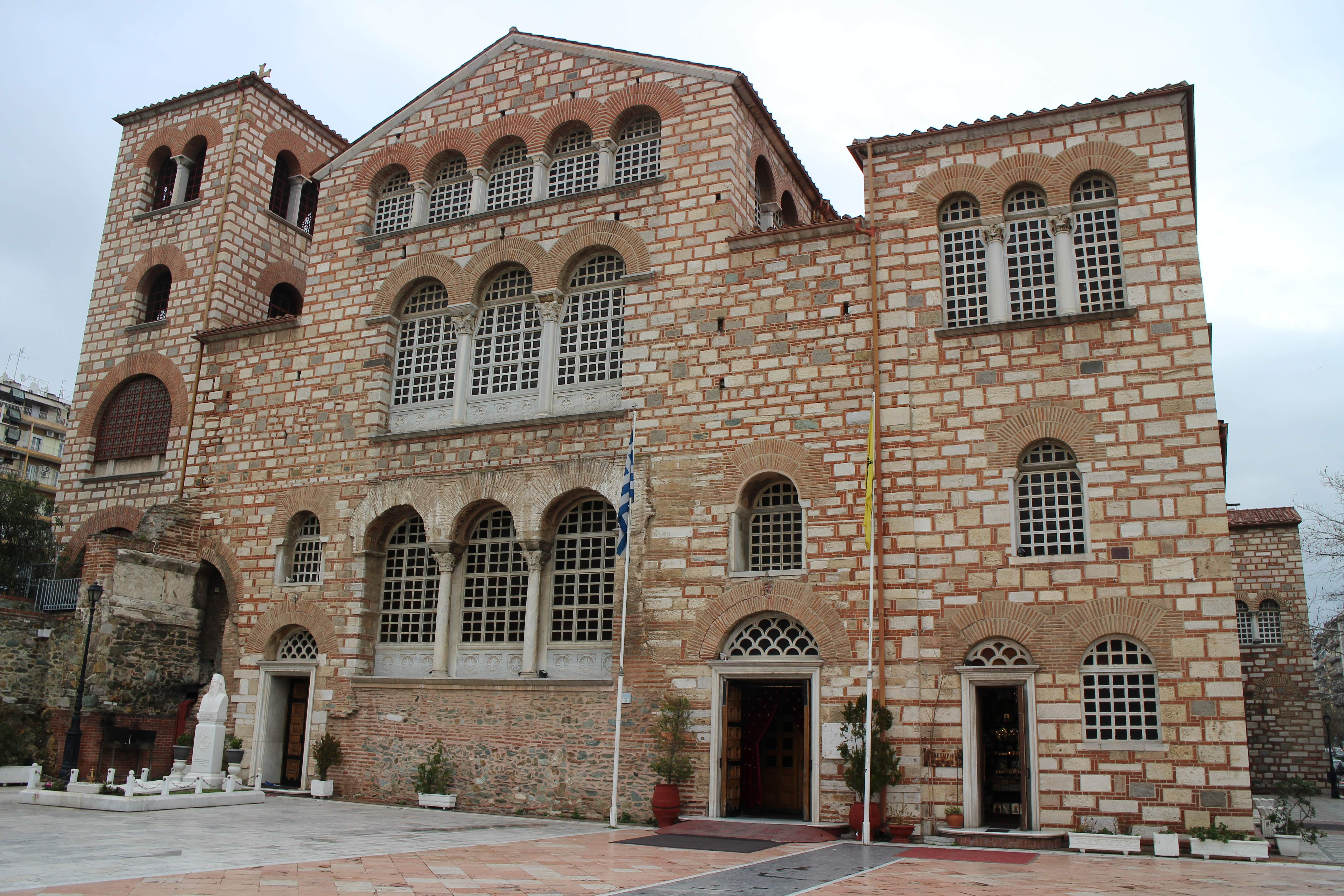
圣德米特里教堂

圣德米特里教堂（希腊语：Άγιος Δημήτριος）是希腊塞萨洛尼基城主保圣人塞萨洛尼基的德米特里的主要圣所，可追溯到拜占庭帝国时代。1988年，它作为塞萨洛尼基的古基督教和拜占庭遗址的一部分，被列入世界遗产。

## 历史
圣德米特里教堂始建于公元4世纪早期。